# Trasfigurazione di Nostro Signore Gesù Cristo (församling)
Trasfigurazione di Nostro Signore Gesù Cristo är en församling i Roms stift, belägen i quartiere Gianicolense i sydvästra Rom och helgad åt Jesu Kristi förklaring. Församlingen upprättades den 18 juni 1936 av kardinalvikarie Francesco Marchetti Selvaggiani genom dekretet Romanus pontifex. 

Församlingen förestås av stiftspräster.
Till församlingen Trasfigurazione di Nostro Signore Gesù Cristo hör följande kyrkobyggnad:
- Trasfigurazione di Nostro Signore Gesù Cristo, Piazza della Trasfigurazione 2

## Institutioner inom församlingen
- Beata Angelina
- Mater Carmeli
- Casa di Riposo «Villa Claret» (Religiose di Maria Immacolata, Missionarie Claretiane (R.M.I.))
- Casa Famiglia «Aurora» (Figlie del Crocifisso)
- Casa Famiglia «Figlie del Crocifisso» (Figlie del Crocifisso)
- Casa Generalizia – Casa «Madre Teresa» (Suore Oblate del Sacro Cuore di Gesù – Grottaferrata (O.S.C.))
- Casa Generalizia – Casa «Sacro Cuore» (Suore Francescane della Beata Angelina (T.F.B.A.))
- Casa Generalizia (Marianiste, Figlie di Maria Immacolata – Agen (F.M.I.))
- Casa Generalizia (Religiose di Nazareth (R.N.))
- Casa Generalizia (Suore Carmelitane Missionarie (C.M.))
- Casa Provincializia (Marianiste, Figlie di Maria Immacolata – Agen (F.M.I.))
- Comunità (Religiose di Maria Immacolata, Missionarie Claretiane (R.M.I.))
- Figlie di Maria Missionarie (Figlie di Maria, Missionarie (F.M.M.))
- Casa Generalizia (Fratelli del Sacro Cuore (S.C.))
- Casa di Cura Polispecialistica «Villa Pia»
- Opera Ronconi-Pennesi – Aggregazione Ecclesiale

## Kommunikationer
Närmaste tunnelbanestation är Garbatella 